# المعاشات (أولاد حسين)
المعاشات هي إحدى مشيخات المملكة المغربية، تتبع جغرافيا و إداريا لإقليم الجديدة و لجماعة أولاد حسين. يقدر عدد سكانها بـ 5636 نسمة حسب الإحصاء الرسمي للسكان والسكنى لسنة 2004.